# Società Anonima per la Strada Ferrata dell'Italia Centrale
La Società Anonima per la Strada Ferrata dell'Italia Centrale è una società ferroviaria, oggi non più esistente, costituita nel 1851 allo scopo di realizzare il collegamento ferroviario tra Piacenza, Bologna e la Toscana, divenuto poi parte della Ferrovia Milano-Bologna.

## Storia
La società fu costituita in Firenze sotto la forma di società anonima da Bartolomeo Cini con il concorso dei fratelli Pietro e Tommaso, allo scopo di ottenere la concessione, in seguito alla Convenzione stipulata in Roma il 1º maggio 1851 fra i governi dello Stato Pontificio, dell'Impero austriaco, del Ducato di Modena, del Ducato di Parma e del Granducato di Toscana per la costruzione della strada ferrata che iniziando a Piacenza proseguisse per Parma, Reggio Emilia, Modena fino a Bologna e da qui verso la Toscana verso Prato o verso Pistoia; la stessa avrebbe dovuto avere la confluenza a Reggio Emilia di un ramo proveniente dal Po in direzione di Mantova.
Venne costituito un Comitato di costruzione e amministrazione che una volta attivato sarebbe stato sostituito da un Comitato dirigente.
Il fondo sociale venne stabilito in settantacinque milioni di lire italiane dell'epoca diviso in settantacinquemila azioni al portatore.
L'articolo 5 dell'atto istitutivo stabiliva che oltre alla sede della Società in Firenze si doveva eleggere anche un domicilio in Modena in cui si sarebbe insediato un Rappresentante plenipotenziario per trattare definitivamente con la Commissione internazionale costituita ai fini del progetto in Modena.

### Prime difficoltà
La società diede inizio all'emissione delle azioni per reperire i capitali occorrenti per i quali i governi avrebbero garantito un interesse del 5%. Gli anni successivi tuttavia non diedero i risultati sperati in quanto al reperimento dei capitali occorrenti per i lavori per la Bologna-Pistoia. Nell'estate del 1853 la società iniziò lo scavo di due pozzi di attacco per la costruzione della "galleria dell'Appennino" e alcuni lavori propedeutici lungo il percorso. Permanevano sempre le difficoltà finanziarie che rallentavano l'esecuzione degli stessi.
Nel 1854, nel mese di dicembre, la "commissione internazionale" si dovette riunire nuovamente per ridefinire l'assetto della società "Strada ferrata dell'Italia Centrale" che rischiava di non poter terminare i lavori intrapresi. L'anno successivo furono avanzati progetti di riordino dell'appalto; il conte e banchiere Pietro Bastogi coinvolto, su richiesta dello stesso Bartolomeo Cini, si offriva di contribuire al finanziamento e di assumere la direzione commerciale dell'impresa. La "commissione" rifiutò la soluzione presentando altri candidati anche su pressione del governo austriaco, del Duca di Galliera interessato ad entrare nell'affare e di Paulin Talabot strettamente collegati alla casa Rothschild parigina.

### Una nuova convenzione
Il 14 marzo 1856 a Vienna fu sottoscritta una nuova convenzione con la quale il governo austriaco cedeva le proprie linee del Lombardo-veneto alla società privata che si era costituita con la partecipazione dei soggetti citati e, il 17 marzo, la convenzione con i Ducati di Parma e Modena, il Granducato di Toscana e lo Stato Pontificio) con cui la concessione per i lavori da eseguire veniva trasferita alla nuova società, l'Imperial-regia società privilegiata delle strade ferrate lombardo-venete e dell'Italia Centrale", a capitale misto austro-franco-anglo-italiano. La società era costituita con il concorso finanziario preponderante delle case Rothschild di Vienna, Parigi e Londra e la partecipazione di finanzieri italiani fra cui Pietro Bastogi e i duchi Lodovico Melzi e Raffaele De Ferrari; ad essa veniva rilasciata la licenza per "terminare" la "Strada ferrata dell'Appennino centrale" (da Piacenza a Pistoia) e la diramazione a Reggio Emilia per Borgoforte, in direzione del "Quadrilatero". Il 24 maggio dello stesso anno veniva revocata ufficialmente la concessione già accordata (il 16 giugno 1851) alla Società Anonima per la Strada Ferrata dell'Italia Centrale dei Cini riguardo alla Pistoia-Bologna e passata alla nuova società